# Montorio al Vomano
Montorio al Vomano (Mundurje in abruzzese) è un comune italiano di 7 389 abitanti della provincia di Teramo in Abruzzo. Fa parte della comunità montana Gran Sasso.

## Origini del nome

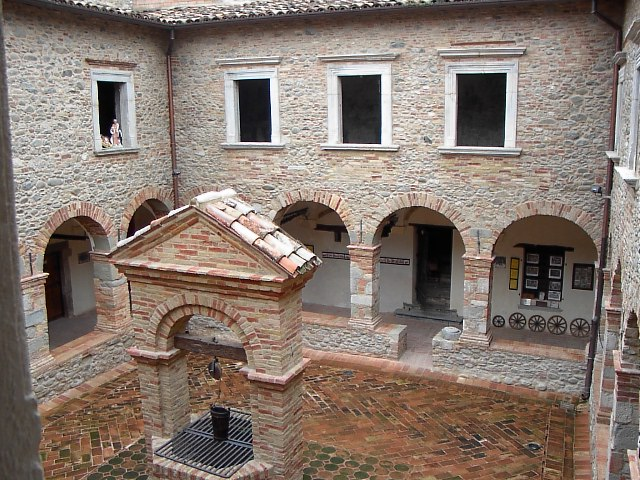
Il chiostro della chiesa degli Zoccolanti, nel centro storico di Montorio al Vomano

Il nome Montorio deriva da "Mons Aureus", "Monte d'oro", come dimostra la presenza di stemmi nel centro storico della cittadina, risalente al XIV e XV secolo. In realtà già dagli anni 940 e 948, con la Cartula de Terra Montoriana contenuta nel cartulario della chiesa teramana, risulta una prima trasformazione del termine "Mons Aureus" in Montorio, sebbene la cittadina mantenesse l'antico nome per almeno un altro secolo.
Montorio sarebbe storta sulle rovine o nei pressi dell'antica località pretuziana di Beregra o Beretra (Bέρεγρα ή Bέρετρα), e anche se alcuni storici hanno voluto identificare questa antica città nell'odierna Civitella del Tronto, Felice Barnabei nel suo saggio archeologico sul tratto montano della via Salaria che scorreva lungo il Vomano, sembrerebbe avvalorare tale ipotesi, sia in base alla descrizione del geografo greco Tolomeo, che indicava come Beretra fosse la prima città del Pretuzio per chi giungesse dalla regione dei Marsi cioè da Amiterno, sia sulla base di alcuni brevi saggi archeologici effettuati poco distante ad est di Montorio in un campo dei signori Patrizi, dove furono ritrovati ampi tratti di mura e pavimenti marmorei e a mosaico, con notevoli quantità di legno bruciato facendo pensare che un incendio ne fosse stata la causa della distruzione.

## Storia
Dai manoscritti dell'Antinori risulta che già nel 1173 Montorio era feudo di Guillelmo, fratello del conte de Aprutio; con gli Angioini fu dominio di Riccardo De Beauvoir (de Bellovidere) e quindi di Matteo II Del Plessis intorno al 1284, marito della figlia Luisa De Beauvoir. Alla morte di costui nel 1293 fu posseduto da Adamo De Dussiaco arcivescovo di Cosenza e cancelliere del regno, passando poi nel 1304 a Gilberto De Saltay, ciambellano regio. Acquistato dalla città di Teramo, fu ceduto nel 1337 a Carlo d'Artus, morto il quale nel 1346 passò con titolo di contea, insieme ad altri feudi, nelle mani della famiglia aquilana dei Camponeschi che terranno la contea anche per buona parte del XV secolo con una breve pausa tra XIV e XV secolo quando se ne attesta il passaggio agli Acquaviva.
Si è a lungo ritenuto, sia pure erroneamente, che il centro abruzzese sia stato teatro della storica battaglia di Montorio, avvenuta il 7 o 8 maggio 1486 nell'ambito della congiura dei baroni. Tale erronea attribuzione si riscontra per la prima volta in ordine di tempo nel testo La congiura de' baroni del Regno di Napoli contra il re Ferdinando primo di Camillo Porzio, risalente al 1565. Essa viene ripresa nel lavoro di Muzio Muzii (scritto nel 1596) e in quello di Niccola Palma (redatto a partire dagli inizi del XIX secolo e pubblicato tra il 1832 e il 1836). La storiografia moderna sulla base di nuove risultanze e dispacci dell'epoca è tuttavia concorde nel collocare l'evento bellico nell'omonima località di Montorio, frazione del comune di Sorano nell'attuale provincia di Grosseto. Va inoltre sottolineato come un altro cronista del XVI secolo, Scipione Ammirato, avesse già evidenziato nelle sue Istorie fiorentine (scritte avvalendosi dei materiali custoditi nell'Archivio Pubblico di Firenze) l'incongruità della collocazione della battaglia in Abruzzo fatta da Porzio.

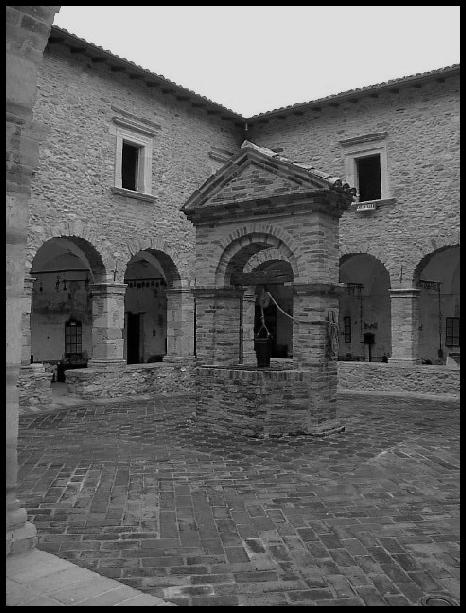
Il chiostro degli zoccolanti, nel centro storico di Montorio al Vomano

Dopo i Camponeschi – che riebbero la contea a metà Quattrocento unitamente ad altri feudi quali Frunti, Moriconi, Colle Caruni, Macchia del Conte e San Vito – Montorio passerà ai Carafa del ramo della Stadera, per il matrimonio celebrato nel 1467 tra Vittoria Camponeschi, figlia di Pietro Lalle ultimo conte di questa famiglia, con Giovanni Antonio dei conti di Maddaloni, genitori del futuro papa Paolo IV. Decaduta la famiglia a seguito del trattato di Cave per le vicende legate al possesso del ducato di Paliano conteso ai Colonna, con Alfonso morto senza eredi maschi, i feudi vennero devoluti alla Regia Corte che tentò di reinfeudare ai loro parenti i Caracciolo di Vico, da cui però i montoriesi si affrancarono, per tornare infine ad essere nuovamente rifeudalizzata, fino ai marchesi Spiriti di Napoli.
Tra gli altri feudatari, i Crescenzi di Roma furono marchesi di Montorio dal 1597 al 1761 insieme ad alcune località dell'attuale comune di Rocca Santa Maria e Valle Castellana. Nella Chiesa di San Rocco eretta da Vittoria Camponeschi, istituita in Collegiata nel 1559 con bolla di Paolo IV, si conserva una tela col ritratto del Card. Marcello Crescenzi, amico dei Canonici della Collegiata, cui aveva donato un piviale, una pianeta ed una mitra lavorata con perle e pietre e datati 1746 (ricordati nella lettera del 7 maggio 1752, tuttora esistente nell'archivio parrocchiale).

### Il fiume Vomano

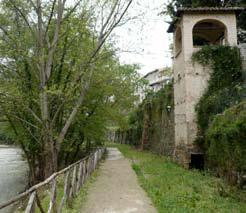
Il fiume Vomano e il lungofiume Baden Powell presso Montorio al Vomano. Sul lato destro una torretta del centro storico

La storia di Montorio è inevitabilmente legata al fiume Vomano, chiamato da Plinio "Flumen Vomanum", che divideva i pretuziani che abitavano la sponda sinistra, dai Vestini-Pinnensi e dagli Atriani, che si trovavano alla sua destra nella zona prossima all'Adriatico. Le interpretazioni sull'origine del nome sono diverse: Strabone, in epoca romana, avrebbe chiamato il Vomano "Matrinus" o "Macrinus". Secondo Melchiorre Delfico il nome Macrinus sarebbe stato dato invece dagli Etruschi e quello di Vomano dai Romani. Quest'ultimo potrebbe derivare, secondo un'antica tradizione, dal termine  "Inumano" a causa dell'impeto distruttore delle sue piene, o da Vox Humana, dal confronto del mormorio delle sue acque con il timbro della voce umana. Fu anche chiamato Cumano o Gumanum, come testimonia la Bolla spedita il 27 novembre 1153 da papa Anastasio IV al vescovo aprutino Guido II.

### Il primato della luce elettrica
A Montorio l'inaugurazione della luce elettrica avvenne il 10 dicembre 1899. In precedenza il sindaco di Montorio si era rivolto all'ingegner Conti di Vicenza per valutare l'effettiva convenienza dell'operazione e ai sindaci delle città di Tagliacozzo, Terni e Macerata, dove gli impianti erano stati "testati" per le prime volte in Italia.

Piazza della Vittoria (la contemporanea Piazza Orsini) durante una domenica dell'anno

La giunta comunale decise dunque di andare avanti con il progetto. Questo fu rallentato da vicissitudini nella vita politica cittadina ma il contratto fu formalizzato il 2 aprile 1899. Il Municipio di Montorio al Vomano avrebbe concesso e appaltato il servizio della pubblica illuminazione elettrica delle piazze, vie e vicoli della città nonché l'esclusività della illuminazione privata per la durata di trent'anni. Al termine della concessione l'impianto sarebbe rimasto di proprietà comunale. L'inaugurazione avvenne alla presenza del sindaco di Montorio cav. Martegiani, l'on. Barnabei, l'avv. Rocco per il Corriere, Rodomonte per il Resto del Carlino e il sindaco di Teramo avv. Paris, che si complimentò con la giunta per il primato della cittadina nell'Abruzzo teramano.
Nel complesso furono installate dall'impresa Geraci di Napoli 71 lampadine: 16 in Piazza della Vittoria (attuale Piazza Orsini), 11 in via Nazionale (attuale corso Valentini), 12 in via del Municipio (attuale via Urbani), 2 in via Camponeschi Carafa (attuale via Di Giammarco), 6 in via del Forte (attuale via Scarselli), 8 in via Beretra, 6 nella zona alta del Colle, 1 in via delle Fornaci, 1 in via delle Carceri Vecchie, 1 nella fontana della piazza, 2 nella fontana della porta, 1 in piazza della Corte (attuale piazza Martiri della Libertà), 1 in via dell'Ospedale Vecchio, 1 in via dei Fornari, 1 presso la Madonna del Ponte e 1 all'angolo di casa Mancini.
La località inoltre è integrata come estremità a valle del sistema idroelettrico dell'alta valle del Vomano, che prende inizio come primo punto di raccolta delle acque dal lago di Campotosto.

### Eventi sismici
Il 21 aprile 1958, alle ore 3:22:39, si verificò una notevole scossa di terremoto pari al 5º grado della scala Mercalli, sentita anche a Campli.
L'8 maggio 1958, alle ore 19:55:00, si verificò una scossa sempre del 5º grado.
Il 26 settembre 1969 si ebbero due scosse: la prima alle ore 23:40:25 di intensità stimata al 5º grado della Scala Mercalli e la seconda alle ore 4:39:00 di intensità stimata al 6º grado.
A seguito della scossa di magnitudo 6.3 che ha sconvolto l'Abruzzo intero il 6 aprile 2009, Montorio al Vomano è stata inserita nella lista dei 49 comuni che usufruiranno dei benefici del decreto Bertolaso, insieme ad altri quattro comuni della provincia teramana. Notevoli danni hanno subito il centro storico della cittadina e la frazione di Faiano, completamente evacuata.
Gli eventi sismici del 24 agosto di magnitudo 6°, del 26 Ottobre di magnitudo 5.9 e del 30 ottobre 2016 di magnitudo 6.5 hanno aggravato i danni già subiti dalla cittadina dal terremoto del 6 aprile 2009 ma causandone anche di nuovi, tanto da avere più di 2000 sfollati.
Nel gennaio 2017 la città è stata nuovamente colpita dagli eventi sismici avvenuti il 18 gennaio nelle vicine cittadine aquilane. Delle 6 scosse verificatesi, 4 di queste superiori al 5° hanno aggravato la situazione della cittadina già provata dall'assenza di elettricità e di mezzi di comunicazione dovuta all'abbondante nevicata dei giorni precedenti.
A seguito degli eventi sismici del 2016 e del 2017, Montorio al Vomano viene nuovamente inserita nella lista dei 131 comuni del cratere.

### Simboli
Lo stemma e il gonfalone del comune di Montorio al Vomano sono stati concessi con decreto del presidente della Repubblica del 3 maggio 2010.
Il gonfalone è un drappo di giallo con la bordatura di rosso.

## Monumenti e luoghi d'interesse
- Tempio di Ercole: rimane il basamento di epoca italica, posto poco fuori dal centro. Esso è protetto da una tettoia con pannelli informativi.
- Chiesa parrocchiale di San Rocco: rimaneggiata più volte a causa dei terremoti, la chiesa ha una struttura irregolare. La facciata è decorata da un piccolo rosone, ed a sinistra si fonde con la pianta quadrata del campanile che termina a vela, e a destra si unisce alla struttura della seconda navata. Il campanile moderno risale al Novecento ed è posto all'indietro della struttura. Costruito con mattoni rossi ed a pianta quadrata. Fino all'Ottocento le campane stavano dentro due archi della facciata, ora murati. La chiesa è custodita devotamente da secoli dall'antica Confraternita di San Rocco.
- Chiesa di San Filippo Neri: la chiesa, costruita fra il XIII ed il XVI secolo nel luogo ove sorgeva in epoca medievale l'antica chiesa di S.Giacomo, innanzi all'ex Convento di San Domenico, ha subito un'importante ristrutturazione nel corso del secolo XVIII. È un corpo unico simmetrico innalzato su di un'alta scalinata che conduce al sagrato. Il portale centrale è articolato in un doppio sistema marmoreo sovrapposto: uno composto di paraste con capitello dorico su cui imposta l'archivolto a tutto sesto con volto demoniaco scolpito in chiave e teste di cherubini laterali, e l'altro con due semicolonne recanti capitello composito su cui poggia la trabeazione con timpano triangolare superiore contenente lo stemma lapideo di Montorio. Lo spazio interno è articolato in una navata unica. Sulla bussola dell'ingresso poggia una cantoria lignea. La zona presbiteriale, è sollevata su un podio di un'alzata ed è individuata da una balaustra in marmi policromi. La chiesa è custodita devotamente da secoli dall'antica Confraternita di San Filippo Neri.
- Chiesa di Sant'Antonio: la chiesa è documentata gia’ esistente nel secolo XV. È un corpo simmetrico inserito all'interno di un aggregato urbano a chiudere un angolo retto della piazza Ercole Vincenzo Orsini. Presenta finitura superficiale in intonaco colorato. Il campanile a pianta quadrata risulta arretrato rispetto al filo della facciata su di un lato e si eleva al di sopra della copertura della chiesa. Lo spazio interno è articolato in una navata unica e in un coro semicircolare coperto con cupola situato oltre il presbiterio e diviso da un muro trasversale con alto fornice centrale di passaggio e due aperture ai lati. Lo spazio d'ingresso è caratterizzato da un vestibolo all'interno del quale, in posizione centrale, si individua la bussola con i diversi accessi e al di sopra del quale poggia la cantoria. La chiesa è custodita devotamente da secoli dall'antica Confraternita di Sant'Antonio.
- Chiesa della Immacolata Concezione (detta Chiesa degli Zoccolanti): la chiesa è documentata esistente nel 1580; nel 1775 re Carlo di Borbone la fece ingrandire e restaurare dalle fondamenta e arricchire di volte a tutto sesto, cornicioni, colonne, stucchi, come attesta una lapide collocata in facciata; l'edificio ha poi subito modifiche nel corso del secolo XX. È inserita all'interno dell’abitato urbano e prosegue il suo sviluppo nel corpo monastico dell'ex Convento dei Frati Zoccolanti. Lo spazio interno è articolato in una navata unica coperta con volta a botte con lunette entro le quali si aprono finestre rettangolari. Al di sopra della zona d'ingresso aggetta una cantoria in marmi policromi. Nei muri laterali si aprono, attraverso archi a tutto sesto, nicchie con altari. La zona presbiteriale è sollevata su di un podio di un'alzata ed è individuata da una balaustra in marmi policromi. La Chiesa è custodita devotamente da secoli dall'antica Confraternita degli Zoccolanti.
- Cappella della Madonna del Ponte: piccola cappella che ogni anno ospita la statua della Vergine durante la relativa processione. Sulla facciata è apposta una lapide in ricordo del fatto, ritenuto miracoloso dai Montoriesi, della totale conservazione del tempietto malgrado il ponte limitrofo, che attraversava il sottostante fiume Vomano, fu minato e distrutto dai soldati tedeschi in ritirata nel 1944.
- Convento della Santissima Concezione dei Frati Zoccolanti: fu costruito nel Settecento presso il fiume Vomano. Ha una navata unica barocca, mentre l'esterno ricorda i monasteri trecenteschi. Ha la forma di una capanna con la facciata rettangolare decorata da rosone e porticato. L'interno circola attorno a un chiostro ornato da un pozzo. Gli stucchi interni sono di Carlo Piazzoli.
- Monastero dei Cappuccini: è legato al convento dei Zoccolanti. Ha una forma a capanna rafforza da contrafforti.
- Chiesa di San Lorenzo: è una piccola chiesa privata situata all'inizio di Montorio colpita fortemente dal terremoto da cui ha perso parzialmente il campanile e il tetto, vi sono lavori per cercare di "riportarla in vita".
- Chiesa della Madonna delle Lacrime detta Madonna della Sgrima: la chiesa costruita nel 1324 e modificata fino al secolo XVI, è situata su di un colle nei pressi della frazione Schiaviano. Presenta una facciata dotata di due ingressi simmetrici. L'interno è composto da due navate, dotate di altare. Esse sono separate da due archi a tutto sesto in laterizio che confluiscono in un pilastro rivestito in marmo e sono coperte da tetto a doppia falda con capriate lignee. La costruzione e la particolare localizzazione della chiesa fuori da centri abitati è ascrivibile presumibilmente all'antico culto delle Sette Madonne Sorelle della Vallata del Vomano, sette antiche chiese tutt'ora esistenti e tutte consacrate a sette Madonne diverse, tutte visibili l'una dall'altra, situate lungo la valle del Vomano nei comuni di Montorio al Vomano, di Fano Adriano e di Crognaleto in provincia di Teramo, sulle rovine di antichi templi pagani, localizzati in quasi perfetta corrispondenza della posizione astrale delle sette stelle delle Pleiadi, le sette ninfe che nell'antica mitologia greca sono figlie del titano Atlante che sorregge la volta celeste, il cui antichissimo culto pagano (riferimenti ad esse compaiono in quasi tutte le religioni antiche a livello mondiale ed anche nella Bibbia, nell'Antico Testamento) è stato successivamente inglobato nella tradizione popolare cristiana, rinvenibile comunemente in numerose località dell'Italia centrale e meridionale.

## Società

### Evoluzione demografica
Abitanti censiti

### Etnie e minoranze straniere
A Montorio al Vomano sono presenti, al 1º gennaio 2011, 542 cittadini stranieri, ossia il 6,51% della popolazione totale. Toccavano le 323 unità a inizio 2008, 404 a inizio 2009 e 485 nel 2010. La comunità più numerosa è quella kosovara che tocca le 219 unità. Nel 2009, a seguito del riconoscimento da parte dell'Italia dell'indipendenza del Kosovo, le presenze serbe nel comune si azzerano a favore di quelle kosovare. Di seguito le nazionalità più rappresentate:
1. Kosovo, 219;
2. Romania, 96;
3. Albania, 65;
4. Repubblica di Macedonia, 58;
5. Polonia, 33.

## Economia
Un settore di primaria importanza per la cittadina è il commercio, mentre la zona artigianale di via Piane e quella industriale di contrada Trinità sono ricche di insediamenti produttivi. Numerose sono le piccole e medie imprese sul territorio, in particolare nel settore del mobile, calzaturiero e delle costruzioni. Nella zona industriale, inoltre, è presente l'Ardagh Glass, multinazionale irlandese che produce bottiglie per famosi marchi nazionali di birra e che occupa più di cento operai. Un'altra ampia fetta di popolazione invece è impiegata nel settore dei servizi, nel vicinissimo capoluogo di Teramo.

## Infrastrutture e trasporti

### Strade
Nel 2023 è stato approvato la costruzione di un nuovo svincolo sulla autostrada A24 a servizio della cittadina. 
il comune è attraversato dalla Strada statale 80 del Gran Sasso d'Italia è termine della Strada statale 150 della Valle del Vomano ed era caposaldo di partenza della ex Strada statale 491 di Isola del Gran Sasso, a completare è servito da altre strade provinciali di minore importanza.

## Amministrazione

### Gemellaggi
- Amatrice[19]
- Aprilia, dal 2000

## Sport
La cittadina si è aggiudicata il titolo di "Città Europea dello Sport 2010", riconoscimento annuale dell'Associazione Capitali Europee dello Sport (ACES), a comuni al di sotto di 25 000 abitanti, che valuta la presenza di impianti sportivi e numero di associazioni presenti sul territorio.
Calcio
La squadra del paese, il Montorio88, milita nel campionato di Eccellenza Abruzzese e detiene il record di partecipazioni continuative nel massimo campionato regionale, girone unico di Eccellenza, con 23 anni ininterrotti di presenza.
Gli impianti presenti sul territorio sono due, il "Giampiero Pigliacelli", con annessa tribuna da 800 spettatori sede delle gare interne delle locali compagini e il campo "ex Parrozzani".
Pallavolo
Nel 1996 venne fondata la società Montorio Volley, con sezioni maschile e femminile. Dal momento della fondazione partecipa a campionati provinciali e regionali, compresi tutti i vari livelli giovanili. Le partite casalinghe si svolgono nel palazzetto del centro sportivo di via Piane, complesso con una tribuna da 500 posti a sedere.